# Premiul Nebula pentru cel mai bun roman
Premiul Nebula pentru cel mai bun roman este atribuit de către Science Fiction and Fantasy Writers of America. Anii corespund datei publicării; premiile sunt acordate în anul următor.

## Câștigătorii și nominalizările
| Anul | Câștigător                                                                       | Alte nominalizări |
| ---- | -------------------------------------------------------------------------------- | --- |
| 1965 | Dune de Frank Herbert1                                                           | - All Flesh is Grass de Clifford D. Simak - The Clone de Theodore Thomas & Kate Wilhelm - Dr. Bloodmoney de Philip K. Dick - The Escape Orbit de James White - The Genocides de Thomas M. Disch - Nova Express de William Burroughs - A Plague of Demons de Keith Laumer - Rogue Dragon de Avram Davidson - The Ship That Sailed the Time Stream de G. C. Edmondson - The Star Fox de Poul Anderson - The Three Stigmata of Palmer Eldritch de Philip K. Dick |
| 1966 | (împreună) - Babel-17 de Samuel R. Delany - Flowers for Algernon de Daniel Keyes | - The Moon Is a Harsh Mistress de Robert A. Heinlein1 |
| 1967 | The Einstein Intersection de Samuel R. Delany                                    | - Chthon de Piers Anthony - The Eskimo Invasion de Hayden Howard - Lord of Light de Roger Zelazny1 - Thorns de Robert Silverberg |
| 1968 | Rite of Passage de Alexei Panshin                                                | - Black Easter de James Blish - Do Androids Dream of Electric Sheep? de Philip K. Dick - The Masks of Time de Robert Silverberg - Past Master de R. A. Lafferty - Picnic on Paradise de Joanna Russ - Stand on Zanzibar de John Brunner1 |
| 1969 | The Left Hand of Darkness de Ursula K. Le Guin1                                  | - Bug Jack Barron de Norman Spinrad - Isle of the Dead de Roger Zelazny - The Jagged Orbit de John Brunner - Slaughterhouse-Five de Kurt Vonnegut - Up the Line de Robert Silverberg |
| 1970 | Ringworld de Larry Niven1                                                        | - And Chaos Died de Joanna Russ - Fourth Mansions de R. A. Lafferty - The Steel Crocodile de D. G. Compton - Tower of Glass de Robert Silverberg - The Year of the Quiet Sun de Wilson Tucker |
| 1971 | A Time of Changes de Robert Silverberg                                           | - The Byworlder de Poul Anderson - The Devil is Dead de R. A. Lafferty - Half Past Human de T. J. Bass - The Lathe of Heaven de Ursula K. Le Guin - Margaret and I de Kate Wilhelm |
| 1972 | The Gods Themselves de Isaac Asimov1                                             | - The Book of Skulls de Robert Silverberg - Dying Inside de Robert Silverberg - The Iron Dream de Norman Spinrad - The Sheep Look Up de John Brunner - What Entropy Means to Me de George Alec Effinger - When Harlie Was One de David Gerrold |
| 1973 | Rendezvous with Rama de Arthur C. Clarke1                                        | - Gravity's Rainbow de Thomas Pynchon - The Man Who Folded Himself de David Gerrold - The People of the Wind de Poul Anderson - Time Enough for Love de Robert A. Heinlein |
| 1974 | The Dispossessed de Ursula K. Le Guin1                                           | - 334 de Thomas M. Disch - Flow My Tears, The Policeman Said de Philip K. Dick - The Godwhale de T. J. Bass |
| 1975 | The Forever War de Joe Haldeman1                                                 | - Autumn Angels de Arthur Byron - The Birthgrave de Tanith Lee - The Computer Connection de Alfred Bester - Dhalgren de Samuel R. Delany - Doorways in the Sand de Roger Zelazny - The Embedding de Ian Watson - The Exile Waiting de Vonda N. McIntyre - The Female Man de Joanna Russ - A Funeral for the Eyes of Fire de Michael Bishop - Guernica Night de Barry N. Malzberg - The Heritage of Hastur de Marion Zimmer Bradley - Invisible Cities de Italo Calvino - A Midsummer Tempest de Poul Anderson - The Missing Man de Katherine Maclean - The Mote in God's Eye de Larry Niven & Jerry Pournelle - Ragtime de E. L. Doctorow - The Stochastic Man de Robert Silverberg |
| 1976 | Man Plus de Frederik Pohl                                                        | - Inferno de Larry Niven & Jerry Pournelle - Islands de Marta Randall - Shadrach in the Furnace de Robert Silverberg - Triton de Samuel R. Delany - Where Late the Sweet Birds Sang de Kate Wilhelm 1 |
| 1977 | Gateway de Frederik Pohl1                                                        | - Cirque de Terry Carr - In the Ocean of Night de Gregory Benford - Moonstar Odyssey de David Gerrold - Sword of Demon de Richard A. Lupoff |
| 1978 | Dreamsnake de Vonda McIntyre1                                                    | - Blind Voices de Tom Reamy - The Faded Sun: Kesrith de C. J. Cherryh - Kalki de Gore Vidal - Strangers de Gardner Dozois |
| 1979 | The Fountains of Paradise de Arthur C. Clarke1                                   | - Jem de Frederik Pohl - Juniper Time de Kate Wilhelm - On Wings of Song de Thomas M. Disch - The Road to Corlay de Richard Cowper - Titan de John Varley |
| 1980 | Timperfect de Gregory Benford                                                    | - Beyond the Blue Event Horizon de Frederik Pohl - Mockingbird de Walter Tevis - The Orphan de Robert Stallman - The Shadow of the Torturer de Gene Wolfe - The Snow Queen de Joan D. Vinge 1 |
| 1981 | The Claw of the Conciliator de Gene Wolfe                                        | - Little, Big de John Crowley - The Many-Colored Land de Julian May - Radix de A. A. Attanasio - Riddley Walker de Russell Hoban - The Vampire Tapestry de Suzy McKee Charnas |
| 1982 | No Enemy But Time de Michael Bishop                                              | - Foundation's Edge de Isaac Asimov1 - Friday de Robert A. Heinlein - Helliconia Spring de Brian Aldiss - The Sword of the Lictor de Gene Wolfe - The Transmigration of Timothy Archer de Philip K. Dick |
| 1983 | Startide Rising de David Brin1                                                   | - Against Infinity de Gregory Benford - The Citadel of the Autarch de Gene Wolfe - Lyonesse de Jack Vance - Tea with the Black Dragon de R. A. MacAvoy - The Void Captain's Tale de Norman Spinrad |
| 1984 | Neuromancer de William Gibson1                                                   | - Frontera de Lewis Shiner - The Integral Trees de Larry Niven - Job: A Comedy of Justice de Robert A. Heinlein - The Man Who Melted de Jack Dann - The Wild Shore de Kim Stanley Robinson |
| 1985 | Jocul lui Ender de Orson Scott Card1                                             | - Blood Music de Greg Bear - Dinner at Deviant's Palace de Tim Powers - Helliconia Winter de Brian Aldiss - The Postman de David Brin - The Remaking of Sigmund Freud de Barry N. Malzberg - Schismatrix de Bruce Sterling |
| 1986 | Vorbitor în numele morților de Orson Scott Card1                                 | - Count Zero de William Gibson - Free Live Free de Gene Wolfe - The Handmaid's Tale de Margaret Atwood - The Journal of Nicholas the American de Leigh Kennedy - This is the Way the World Ends de James Morrow |
| 1987 | The Falling Woman de Pat Murphy                                                  | - The Forge of God de Greg Bear - Soldier of the Mist de Gene Wolfe - The Uplift War de David Brin1 - Vergil in Averno de Avram Davidson - When Gravity Fails de George Alec Effinger |
| 1988 | Falling Free de Lois McMaster Bujold                                             | - Deserted Cities of the Heart de Lewis Shiner - Drowning Towers de George Turner - Great Sky River de Gregory Benford - Mona Lisa Overdrive de William Gibson - Red Prophet de Orson Scott Card - The Urth of the New Sun de Gene Wolfe |
| 1989 | The Healer's War de Elizabeth Ann Scarborough                                    | - The Boat of a Million Years de Poul Anderson - Prentice Alvin de Orson Scott Card - Good News From Outer Space de John Kessel - Ivory: A Legend of Past and Future de Mike Resnick - Sister Light, Sister Dark de Jane Yolen |
| 1990 | Tehanu: The Last Book of Earthsea de Ursula K. Le Guin                           | - Mary Reilly de Valerie Martin - Only Begotten Daughter de James Morrow - The Fall of Hyperion de Dan Simmons - Redshift Rendezvous de John E. Stith - White Jenna de Jane Yolen |
| 1991 | Stations of the Tide de Michael Swanwick                                         | - Orbital Resonance de John Barnes - Barrayar de Lois McMaster Bujold 1 - Bone Dance de Emma Bull - Synners de Pat Cadigan - The Difference Engine de Bruce Sterling and William Gibson |
| 1992 | Doomsday Book de Connie Willis1                                                  | - A Million Open Doors de John Barnes - Sarah Canary de Karen Joy Fowler - China Mountain Zhang de Maureen F. McHugh - A Fire Upon the Deep de Vernor Vinge1 - Briar Rose de Jane Yolen |
| 1993 | Red Mars de Kim Stanley Robinson                                                 | - Assemblers of Infinity de Kevin J. Anderson and Doug Beason - Hard Landing de Algis Budrys - Beggars in Spain de Nancy Kress - Nightside the Long Sun de Gene Wolfe |
| 1994 | Moving Mars de Greg Bear                                                         | - Parable of the Sower de Octavia E. Butler - Gun, with Occasional Music de Jonathan Lethem - Towing Jehovah de James Morrow - Temporary Agency de Rachel Pollack - Green Mars de Kim Stanley Robinson1 - A Night in the Lonesome October de Roger Zelazny |
| 1995 | The Terminal Experiment de Robert J. Sawyer                                      | - Mother of Storms de John Barnes - Beggars and Choosers de Nancy Kress - Celestis de Paul Park - Metropolitan de Walter Jon Williams - Calde of the Long Sun de Gene Wolfe |
| 1996 | Slow River de Nicola Griffith                                                    | - The Silent Strength of Stones de Nina Kiriki Hoffman - Winter Rose de Patricia A. McKillip - Expiration Date de Tim Powers - Starplex de Robert J. Sawyer - The Diamond Age de Neal Stephenson 1 |
| 1997 | The Moon and the Sun de Vonda McIntyre                                           | - Memory de Lois McMaster Bujold - King's Dragon de Kate Elliott - A Game of Thrones de George R. R. Martin - Ancient Shores de Jack McDevitt - City on Fire de Walter Jon Williams - Bellwether de Connie Willis |
| 1998 | Forever Peace de Joe Haldeman1                                                   | - The Last Hawk de Catherine Asaro - Moonfall de Jack McDevitt - How Few Remain de Harry Turtledove - Death of the Necromancer de Martha Wells - To Say Nothing of the Dog de Connie Willis 1 |
| 1999 | Parable of the Talents de Octavia E. Butler                                      | - The Cassini Division de Ken MacLeod - A Clash of Kings de George R. R. Martin - Mission Child de Maureen F. McHugh - Mockingbird de Sean Stewart - A Deepness in the Sky de Vernor Vinge1 |
| 2000 | Darwin's Radio de Greg Bear                                                      | - A Civil Campaign de Lois McMaster Bujold - Crescent City Rhapsody de Kathleen Ann Goonan - Midnight Robber de Nalo Hopkinson - Infinity Beach de Jack McDevitt - Forests of the Heart de Charles de Lint |
| 2001 | The Quantum Rose de Catherine Asaro                                              | - Eternity's End de Jeffrey A. Carver - Mars Crossing de Geoffrey A. Landis - A Storm of Swords de George R. R. Martin - The Collapsium de Wil McCarthy - The Tower at Stony Wood de Patricia A. McKillip - Declare de Tim Powers - Passage de Connie Willis Although Declare appeared on the final ballot, it was afterwards determined to be ineligible. |
| 2002 | American Gods de Neil Gaiman1                                                    | - Solitaire de Kelley Eskridge - The Other Wind de Ursula K. Le Guin - Picoverse de Robert A. Metzger - Perdido Street Station de China Miéville - Bones of the Earth de Michael Swanwick |
| 2003 | The Speed of Dark de Elizabeth Moon                                              | - Diplomatic Immunity de Lois McMaster Bujold - The Mount de Carol Emshwiller - Light Music de Kathleen Ann Goonan - The Salt Roads de Nalo Hopkinson - Chindi de Jack McDevitt |
| 2004 | Paladin of Souls de Lois McMaster Bujold 1                                       | - Down and Out in the Magic Kingdom de Cory Doctorow - Omega de Jack McDevitt - Cloud Atlas: A Novel de David Mitchell - Perfect Circle de Sean Stewart - The Knight de Gene Wolfe |
| 2005 | Camouflage de Joe Haldeman                                                       | - Jonathan Strange and Mr Norrell de Susanna Clarke 1 - Polaris de Jack McDevitt - Going Postal de Terry Pratchett - Air de Geoff Ryman - Orphans of Chaos de John C. Wright |
| 2006 | Seeker de Jack McDevitt                                                          | - The Privilege of the Sword de Ellen Kushner - The Girl in the Glass de Jeffrey Ford - Farthing de Jo Walton - From the Files of the Time Rangers de Richard Bowes - To Crush the Moon de Wil McCarthy |
| 2007 | The Yiddish Policemen's Union de Michael Chabon 1                                | - Odyssey de Jack McDevitt - The Accidental Time Machine de Joe Haldeman - The New Moon's Arms de Nalo Hopkinson - Ragamuffin de Tobias Buckell |
| 2008 | Powers de Ursula K. Le Guin                                                      | - Little Brother, de Cory Doctorow - Cauldron de Jack McDevitt - Brasyl de Ian McDonald - Making Money de Terry Pratchett - Superpowers de David J. Schwartz |
| 2009 | The Windup Girl, de Paolo Bacigalupi                                             | - The Love We Share Without Knowing de Christopher Barzak - Flesh and Fire de Laura Anne Gilman - The City & the City de China Miéville - Boneshaker de Cherie Priest - Finch de Jeff VanderMeer |
| 2010 | Blackout/All Clear de Connie Willis1                                             | - The Native Star de M.K. Hobson - The Hundred Thousand Kingdoms de N. K. Jemisin - Shades of Milk and Honey de Mary Robinette Kowal - Echo de Jack McDevitt - Who Fears Death de Nnedi Okorafor |
| 2011 | Among Others de Jo Walton                                                        | - Embassytown de China Miéville - Firebird de Jack McDevitt - God's War de Kameron Hurley - Mechanique: a Tale of the Circus Tresaulti de Genevieve Valentine - Kingdom of Gods de N. K. Jemisin |
| 2012 | 2312 de Kim Stanley Robinson                                                     | - Throne of the Crescent Moon de Saladin Ahmed - Ironskin de Tina Connolly - The Killing Moon de N.K. Jemisin - The Drowning Girl de Caitlín R. Kiernan - Glamour in Glass de Mary Robinette Kowal |
| 2013 | Ancillary Justice de Ann Leckie                                                  | - We Are All Completely Beside Ourselves de Karen Joy Fowler - The Ocean at the End of the Lane de Neil Gaiman - Fire with Fire de Charles E. Gannon - Hild de Nicola Griffith - The Red: First Light de Linda Nagata - A Stranger in Olondriat de Sofia Samatar - The Golem and the Jinni de Helene Wecker |
| 2014 | Annihilation de Jeff VanderMeer                                                  | - The Goblin Emperor de Katherine Addison - Trial by Fire de Charles E. Gannon - Ancillary Sword de Ann Leckie - The Three-Body Problem de Cixin Liu - Coming Home de Jack McDevitt |
| 2015 | Uprooted de Naomi Novik                                                          | - Ancillary Mercy de Ann Leckie - Barsk: The Elephants' Graveyard de Lawrence M. Schoen - Ancillary Sword de Ann Leckie - The Fifth Season de N. K. Jemisin - The Grace of Kings de Ken Liu - Raising Caine de Charles E. Gannon - Updraft de Fran Wilde |

1 De asemenea câștigător și al Premiului Hugo pentru cel mai bun roman.